# Albert G. Brown
Albert G. Brown (Chester megye, 1813. május 31. – Terry, 1880. június 12.) az Amerikai Egyesült Államok szenátora (Mississippi, 1854–1861).